# Willy Meyer (chirurg)

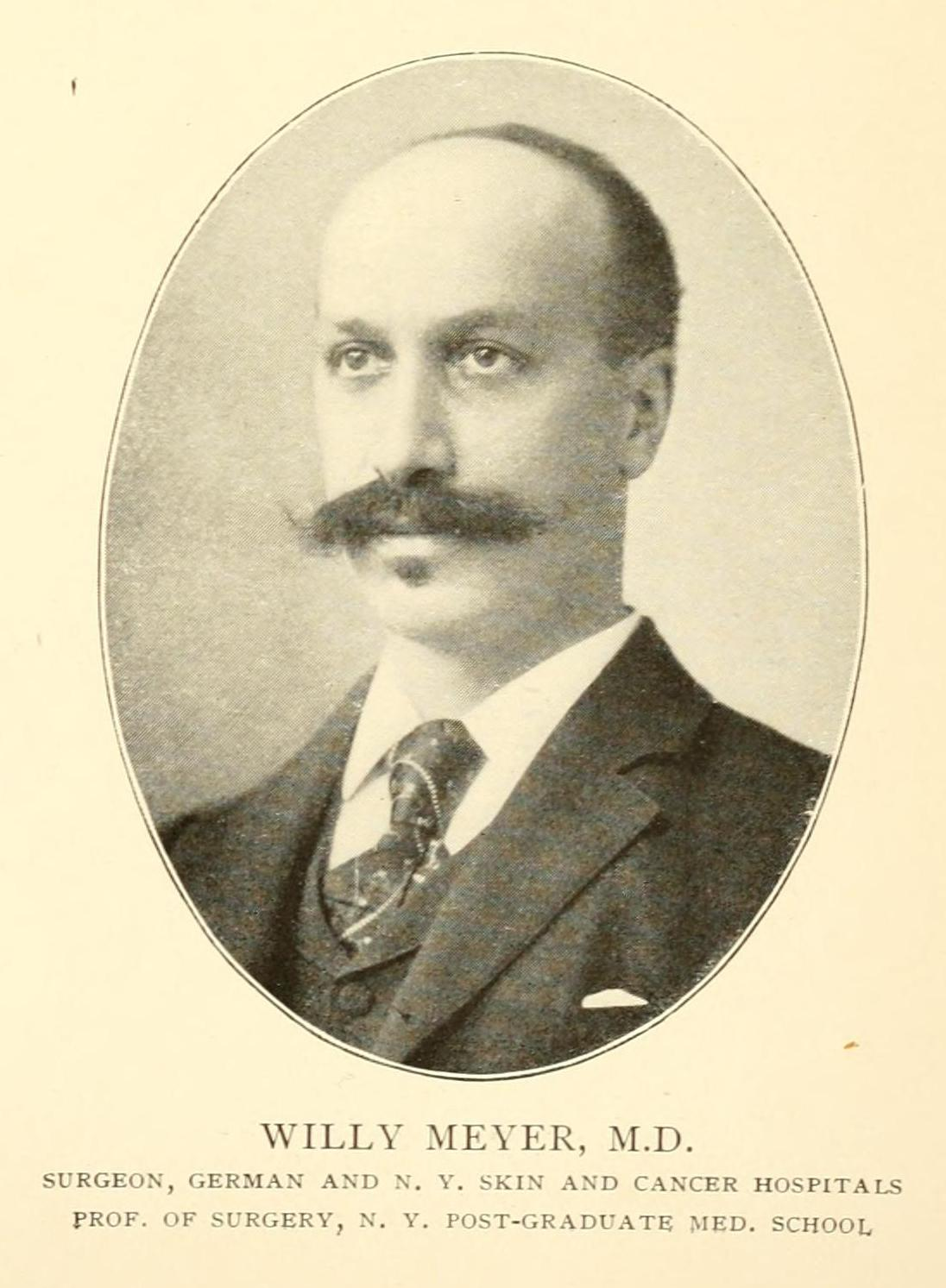
Willy Meyer

Willy Meyer (ur. 24 lipca 1854 w Minden, zm. 24 lutego 1932 w Nowym Jorku) – niemiecko-amerykański lekarz, chirurg.
Uczeń Trendelenburga. Tytuł doktora nauk medycznych otrzymał w 1890 roku na Uniwersytecie w Bonn. Od 1886 do 1893 wykładał chirurgię kliniczną w Woman's Medical College w Nowym Jorku. Od 1887 profesor w Post-Graduate Medical School. W 1887 jako jeden z pierwszych w Stanach stosował cystoskopię. W 1897 był pierwszym, który wykonał w Stanach operację Bottiniego. Później zajmował się torakochirurgią.
Tzw. odczynnik Meyera służył do wykrywania śladowych ilości krwi. Składał się z fenoloftaleiny i 10% nadtlenku wodoru.
Zmarł na zawał serca uczestnicząc w spotkaniu New York Surgical Society.